# Prasinocyma salutaria
Prasinocyma salutaria là một loài bướm đêm trong họ Geometridae.